# 캐치온
캐치온(Catch On)은 과학기술정보통신부에서 허가된 CJ ENM의 프리미엄급 월정액 영화 서비스(IPTV/케이블 기본료 외에 가입자의 선택에 따라 채널별로 별개의 요금을 지불하는 실시간 프리미엄급 유료 채널 서비스)로, 두 개의 실시간 영화채널(캐치온1, 캐치온2)과 무제한 VOD(캐치온 VOD), 티빙을 통한 월정액 OTT 상품(마이 캐치온)을 제공하는 상품이다. 1993년 삼성물산에 의해 캐치원(Catch-One)이란 이름으로 설립됐으며 1999년 10월 중앙일보가 인수하였다가 같은 해 11월 온미디어(현 CJ ENM)가 인수하였다. 2000년에 타임워너의 유료영화채널 HBO로부터 1250만 달러의 투자를 받아 HBO로 재개국했다. 또 영화채널 HBO Plus를 추가로 개국했다. 그러나 2년 후인 2002년 10월 HBO와의 계약해지로 캐치온(Catch On), 캐치온 플러스(Catch On Plus)로 이름을 바꿨다가 2016년 4월부터는 지금의 캐치온1(Catch On 1)과 캐치온2(Catch On 2)로 이름을 바꿨다.
두 개의 실시간 영화채널과 무제한 VOD가 모두 제공되는 '캐치온 VOD' 상품은 월 10,000원(부가세 별도)이며, 두 개의 실시간 채널만 시청가능한 '캐치온 채널' 상품은 월 7,800원(부가세 별도)이므로, 청소년 보호법상, 만 19세 이상의 성인 가입자만이 상품을 선택할 수 있으며 미성년자의 접근 제한을 위한 보안 시스템(수신 제한 시스템)이 작동된다.
캐치온 1(Catch On1)에서는 개봉이 끝나고 약 3개월에서 12개월이 지난 국내외 메이저 배급사들의 최신 블록버스터 영화와 해외에서 방영중인 최신 드라마들을 중점적으로 방영하고 있다.
캐치온 2(Catch On2)에서는 국내외 중소 배급사들의 인디영화, 예술영화, 미개봉영화들을 중점적으로 방영하며, 특히 문화가 있는 날에는 뮤지컬, 오페라 실황 등도 방영하며 차별화된 콘텐츠들을 선보이고 있다.
캐치온 VOD(Catch On VOD)는 캐치온 1과 캐치온 2에서 방영중인 모든 영화와 미드 약 1,000여편을 추가 과금없이 시청 가능하며 '캐치온 VOD' 상품 가입자에 한해서 이용가능하다.